# Poa pseudoschimperiana
Poa pseudoschimperiana är en gräsart som beskrevs av Emilio Chiovenda. Poa pseudoschimperiana ingår i släktet gröen, och familjen gräs. Inga underarter finns listade i Catalogue of Life.